# Two-Ocean Navy Act
Der Two-Ocean Navy Act (Zweimeeresmarinegesetz) vom 19. Juli 1940, auch bekannt als Vinson-Walsh Act (Vinson-Walsh-Gesetz), war ein Bundesgesetz der Vereinigten Staaten, in dem eine Vergrößerung der Marine der Vereinigten Staaten um 70 % beschlossen wurde. Dabei handelte es sich um die umfangreichste Vergrößerung in der Geschichte der amerikanischen Marine.

## Hintergrund
In der Zwischenkriegszeit wurde die Seerüstung durch die verschiedenen Flottenabkommen zwischen den maritimen Großmächten beschränkt. Im Gegensatz vor allem zum Japanischen Kaiserreich, aber auch zum Vereinigten Königreich, unternahmen die Vereinigten Staaten in den 1920er Jahren kaum Anstrengungen, die ihnen zugestandenen Tonnagegrenzen voll auszuschöpfen. Dies änderte sich erst mit Beginn der 1930er Jahre und insbesondere unter der Präsidentschaft Franklin D. Roosevelts ab 1933. 1934 und 1936 hatte der Kongress der Vereinigten Staaten jeweils moderate Vergrößerungen der amerikanischen Marine beschlossen. Der Naval Expansion Act (Marineausbaugesetz) von 1938 beseitigte die Limitierungen der Flottenverträge und sah vor, die Marine der Vereinigten Staaten binnen zehn Jahren zur weltweit stärksten Marine auszubauen.
Mit Beginn des Zweiten Weltkriegs wurde die Frage der Seerüstung erneut aufgeworfen. Wegen der Bedrohung nach einer möglichen Niederlage des Vereinigten Königreichs im Krieg gegen das Dritte Reich verabschiedete der Kongress am 14. Juni 1940 den "11 percent" Naval Expansion Act ("11 Prozent"-Marineausbaugesetz). Am 17. Juni 1940, wenige Tage nach der deutschen Einnahme von Paris im Westfeldzug, forderte der Chief of Naval Operations (Admiralsstabschef) Harold R. Stark, in einer Rede vor dem Kongress ein neues Marineprogramm im Umfang von 4 Milliarden Dollar. Damit sollten 257 neue Schiffe mit einer Gesamttonnage von 1,3 Millionen Tonnen finanziert und die Marine befähigt werden, einen Krieg im Atlantik und Pazifik gleichzeitig zu führen. Ein entsprechendes Gesetz wurde vom Vorsitzenden des Marineausschusses des Repräsentantenhauses Carl Vinson und von einem Mitglied des Marineausschusses des Senats, David I. Walsh, erarbeitet und am 19. Juli vom Kongress verabschiedet.

## Inhalt
Das Gesetz autorisierte die Beschaffung von:
- 18 Flugzeugträgern (davon 8 der Essex-Klasse)
- sieben Schlachtschiffen (davon zwei der Iowa-Klasse und fünf der Montana-Klasse)
- sechs großen Kreuzern der Alaska-Klasse
- 27 weiteren Kreuzern
- 115 Zerstörern
- 43 U-Booten
- 15.000 Flugzeugen für die Marine

300 Millionen US-Dollar wurden für weitere Zwecke wie den Ausbau von Anlagen, Beschaffung von Ausrüstung und Munition, kleinere Schiffstypen etc. bereitgestellt. Das Programm sollte eine Laufzeit von fünf bis sechs Jahren haben.

## Folgen
Keines der sieben Schlachtschiffe, die in dem Gesetz vorgesehen waren, wurde tatsächlich (fertig-)gebaut. Dafür bildeten insbesondere die Flugzeugträger und Kreuzer das Rückgrat der amerikanischen Flotte in den Auseinandersetzungen der zweiten Phase des Pazifikkrieges ab 1943. Das Gesetz versetzte zudem die Amerikaner in die Lage, 50 ältere Zerstörer an die Royal Navy abgeben zu können, wie es das Zerstörer-für-Stützpunkte-Abkommen vom September 1940 vorsah.